# J'y pense et puis j'oublie
 (avril 2021).
Si vous disposez d'ouvrages ou d'articles de référence ou si vous connaissez des sites web de qualité traitant du thème abordé ici, merci de compléter l'article en donnant les références utiles à sa vérifiabilité et en les liant à la section « Notes et références ».
J'y pense et puis j'oublie est une chanson chantée par Claude François en 1964. Cette chanson est une adaptation de It Comes and Goes de Bill Anderson. Ce titre figure sur le 25 cm Claude François No 3 (Philips B 76.587 R).

## Liste des titres
1. J'y pense et puis j'oublie (It Come and Goes) (Bill Anderson/Claude François)
2. Chaque jour c'est la même chose (Every Day I Have to Cry) (Arthur Alexander/Claude François)
3. Maman chérie (24 Hours from Tulsa) (Burt Bacharach/Claude François)
4. Petite Mèche de cheveux (Kasey Chambers/Claude François)
5. La Ferme du bonheur (Mockingbird Hill) (Vaugh Horton, René Rouzaud/Vline Buggy)
6. Dis-moi quand ? (Tell Me When) (Les Reed, Geoff Stephens/Claude François)
7. Laisse-moi tenir ta main (I Want to Hold Your Hand) (Paul McCartney,John Lennon/Claude François)
8. De ville en ville (Little Loving) (Russell Alquist/Claude François)

Le titre est repris dans la comédie musicale Belles belles belles. Rendant hommage aux titres de Claude François, elle est créée en 2003 par des collaborateurs du chanteur tels Daniel Moyne, Jean-Pierre Bourtayre et Gérard Louvin.